# Parnassia laxmannii
Parnassia laxmannii là một loài thực vật có hoa trong họ Dây gối. Loài này được Pall. ex Schult. mô tả khoa học đầu tiên năm 1820.